# Luis Carlos Salvador Martínez
Luis Carlos Salvador Martínez conosciuto come Salva (Saragozza, 24 agosto 1968) è un ex calciatore spagnolo, di ruolo attaccante.

## Caratteristiche tecniche
Era un attaccante rapido e di movimento.

## Carriera
Crebbe nelle giovanili del Real Saragozza. Esordì in Primera División a 20 anni, l'11 settembre 1988 in casa dell'Osasuna (3-0), entrando in campo al 67' al posto di Juan Antonio Señor.
In questa stagione, l'allenatore Radomir Antić lo schierò in altre 14 occasioni. Salva segnò il suo primo gol il 27 novembre, in un pareggio per 1-1 contro il Logroñés.
Tra il 1989 e il 1991 Salva fu impiegato alternandosi tra la prima squadra e la squadra filiale, in Segunda B. Fece parte stabilmente della prima squadra nella stagione 1991-1992, quando con Víctor Fernández in panchina giocò 9 partite segnando un gol (all'Atlético Madrid).
Nel 1992, a 24 anni, si trasferì al Celta Vigo, neopromosso in massima serie. Esordì alla prima giornata, in un derby galiziano perso per 3-0 in casa del Deportivo La Coruña. Il 30 maggio 1992 segnò il suo primo gol in maglia celeste, nella vittoria per 3-2 contro il Barcellona: entrò in campo al 75' al posto di Ismael Urzaiz e dopo due minuti andò in gol. Nella sua prima stagione in Galizia fu impiegato con regolarità, collezionando 32 presenze e una rete.
Nella stagione successiva, il Celta Vigo raggiunse la finale di Coppa del Re 1993-1994, venendo sconfitto dal Real Saragozza, ex squadra di Salva. Salva fu titolare nella finale, venendo sostituito nei tempi supplementari dal compagno Sebastián Losada. La partita finì 0-0 e gli aragonesi si imposero ai tiri di rigore.
A fine anno, Salva passò all'Osasuna, in Segunda División. Qui giocò 41 partite in due anni, segnando quattro gol. Nel 1996 lasciò l'Osasuna e militò in Segunda División B con Racing Ferrol e Binéfar.
Dopo il ritiro, lavorò come allenatore nelle categorie giovanili del Celta Vigo.